# Bennington (Idaho)
Bennington – jednostka osadnicza w Stanach Zjednoczonych, w stanie Idaho, w hrabstwie Bear Lake.